# Big30
Big30, pseudonimo di Rodney Lamont Wright Jr. (Memphis, 28 dicembre 1999), è un rapper statunitense.

## Biografia
King of Killbranch (2021), mixtape d'esordio del rapper, ha esordito alla 13ª posizione della Billboard 200. Nel settembre 2022 viene reso disponibile il primo album in studio Last Man Standing, con cui ottiene un secondo ingresso nella classifica statunitense.
Still King, secondo LP, viene reso disponibile per il consumo a partire dal maggio 2024. La Recording Industry Association of America gli ha certificato 4,5 milioni di unità in singoli.

## Discografia

### Album in studio
- 2022 – Last Man Standing
- 2024 – Still King

### Mixtape
- 2021 – King of Killbranch

### Raccolte
- 2023 – We Connected

### Singoli
- 2019 – Blrrrrdddd
- 2020 – Murda Day (feat. Lil Migo)
- 2020 – Just Wait Til October
- 2020 – Allegations (feat. Pooh Shiesty)
- 2020 – 30 Pack (con Action Pack)
- 2020 – Opp Pacc
- 2020 – First Day Out
- 2020 – Black Opps (con Moredenreal)
- 2020 – Shots Out the Vette
- 2020 – Neighborhood Heroes (feat. Deemula & Pooh Shiesty)
- 2021 – Perc Talk
- 2021 – No Tomorrow (con Co Murda feat. Pooh Shiesty & Murda Fa Stacks)
- 2021 – Too Official (feat. Yo Gotti)
- 2021 – Mista
- 2022 – Protest
- 2022 – Red Dot (con Calvary Kylan)
- 2022 – Lack Again (con GMO Stax e Hotboii)
- 2022 – Dead Guyz
- 2022 – Get Back
- 2022 – Scared of Us (feat. Hotboii)
- 2022 – Accurate Choppa
- 2022 – Free the Members
- 2022 – Set Business
- 2022 – Fox 13 Gang
- 2022 – Rock Out
- 2022 – On My Mama
- 2022 – Accurate
- 2022 – Catch Em
- 2022 – All Smoke
- 2022 – Freestyle
- 2023 – Dead Guys, Pt. 2
- 2023 – Flushed Em
- 2023 – Do Em Bad
- 2023 – GBG
- 2023 – Monster (con Tafia)
- 2023 – Black Ice
- 2023 – Murder
- 2023 – Ice Pack
- 2023 – Spending Money (con Jflexxx)
- 2023 – My Ego (con Fedd the God)
- 2023 – Clock Out
- 2023 – Blrrrddd Pt. 2
- 2023 – Aww Yea
- 2023 – Biggest Hoe
- 2024 – NLess
- 2024 – Double Life
- 2024 – Sang to Em
- 2024 – Patrick Ewing (con Fatpocket)
- 2024 – News Gang
- 2024 – So Much on My Mind
- 2024 – Reach If You Dare